# Дахла
Дахла (арап. الداخلة, берберски: Eddaxla, шп. Villa Cisneros) је град који се налази на спорној територији у Западној Сахари, којим тренутно управља Мароко. Према попису из 2014. године, у граду је живело 106,277 становника. Дахла је изграђена на уском полуострву Атлантског океана, око 500 км јужно од Ел Ајуна, највећег и главног града несуверене земље Западна Сахара.

## Историја
Ово подручје насељено је Берберима од давнина. Град су проширили шпански насељеници током експанзије своје империје, а шпанско интересовање за пустињску обалу Западне Сахаре било је због риболова. Шпански риболовци трговали су са са рибом и морским плодовима дуж обала Дахле од 1500. године. Ове риболовне активности имале су негативан утицај на рибљи свет, што је довело до угрожавања и нестанка појединих морских сисара, риба и морских плодова.
Шпанска војска је заједно са шпанским арапским емигрантом Емилијом Бонелијем тврдила да обале Буждура и Бланка припадају Шпанији, која је основала три насеља на сахарској обали. Бонели је однео споразум становницима ових области, који су они потписали, а то иј ј ставило под заштиту Краљевине Шпаније. Због присуства три шпанска насеља, Влада Шпаније је обавестила главне колонијалне силе, да је уврстила подручје између Буждура и Бланка у своје територије.
Током колонијалног периода, шпанске власти су Дахлу прогласиле главним градом покрајине Рио де Оро, једног од два региона онога што је познато као шпанска Сахара. У граду је изграђена војна тврђава и католичка црква. Затворски логор је такође постојао у тврђави током Шпанског грађанског рата.
Током шездесетих година, за време Франкове диктатуре изграђен је Дахла аеродром и био један од три асфалтирана и опремљена аеродрома у Западној Сахари. Суочене са притистима Марока и Мауританије, шпанске власти су одлучиле да мирно одустану од територије уместо да се боре за њу, јер су мислили да би их то доста кошало.
Између 1975 и 1979. године, Дахла је била главна провинција Тирис ел-Гарбија покрајине, док је Мауританија ансексирала јужни део Западне Сахаре. Аеродром Дахла користи се као цивилни аеродром Марока.
Дахла је била окупирана од Шпаније од краја 19. века до 1975. године, када је власт одустала од заједничке администрације између Марока и Мауританије. Већина држава чланица Уједињених нација је одбила да призна суверенитет Марока на подручју Западне Сахаре, односно Дахле.

## Економија
Главне привредне активности града су риболов и туризам. Последњих пар година град је постао центар водених спортова. Залив Синтра и Национални парк Банк Аргуин који је под заштитом Унеска, налазе се у јужном делу града.
Верује се да постоје велике залихе нафте на обали града, што је био главни разлог територијалних спорова. Фирма Космос из Сједињених Држава и фирма Чеин из Велике Британије започели су потрагу за нафтом у Западној Сахари 2015. године.
Традиционални лов на остриге одвија се у Дахли већ неколико векова. Оне се прво продају мештанима и предузећима у граду, затим ресторанима у градовима као што су Маракеш и Казабланка, а део њих стиже и у Европу. У априлу 2015. године, корпорација за емитовање садржаја Вајс објавила је да су остриге из овог града почеле да се извозе за најелитније европске ресторане.

## Клима
Град обухвата подручје умерене пустињске климе према кепеновој класификацији климата. Дахла има просечно 33 мм падавина годишње, а просечна температура током јануара износи 17,4 °C, што је уједно и најхладнији месец. У септембру, просечна температура износи 23 °C, а он је најтоплији месец.
| Клима Дахла                   | Клима Дахла | Клима Дахла | Клима Дахла | Клима Дахла | Клима Дахла  | Клима Дахла | Клима Дахла | Клима Дахла  | Клима Дахла  | Клима Дахла  | Клима Дахла | Клима Дахла | Клима Дахла  |
| Показатељ \ Месец             | .Јан.       | .Феб.       | .Мар.       | .Апр.       | .Мај.        | .Јун.       | .Јул.       | .Авг.        | .Сеп.        | .Окт.        | .Нов.       | .Дец.       | .Год.        |
| ----------------------------- | ----------- | ----------- | ----------- | ----------- | ------------ | ----------- | ----------- | ------------ | ------------ | ------------ | ----------- | ----------- | ------------ |
| Апсолутни максимум, °C (°F)   | 33,0 (91,4) | 33,9 (93)   | 37,0 (98,6) | 37,2 (99)   | 42,0 (107,6) | 36,0 (96,8) | 38,9 (102)  | 39,0 (102,2) | 41,8 (107,2) | 39,6 (103,3) | 37,0 (98,6) | 31,6 (88,9) | 42,0 (107,6) |
| Максимум, °C (°F)             | 21,7 (71,1) | 22,9 (73,2) | 23,4 (74,1) | 23,4 (74,1) | 23,9 (75)    | 25,0 (77)   | 25,6 (78,1) | 26,7 (80,1)  | 26,7 (80,1)  | 26,7 (80,1)  | 25,0 (77)   | 22,2 (72)   | 24,4 (75,9)  |
| Просек, °C (°F)               | 17,4 (63,3) | 18,4 (65,1) | 19,2 (66,6) | 19,5 (67,1) | 20,0 (68)    | 21,0 (69,8) | 22,0 (71,6) | 22,8 (73)    | 23,0 (73,4)  | 22,5 (72,5)  | 21,0 (69,8) | 18,2 (64,8) | 20,4 (68,7)  |
| Минимум, °C (°F)              | 13,2 (55,8) | 13,9 (57)   | 15,0 (59)   | 15,6 (60,1) | 16,1 (61)    | 17,1 (62,8) | 18,4 (65,1) | 18,9 (66)    | 19,4 (66,9)  | 18,3 (64,9)  | 17,1 (62,8) | 14,3 (57,7) | 16,4 (61,5)  |
| Апсолутни минимум, °C (°F)    | 8,5 (47,3)  | 8,8 (47,8)  | 10,0 (50)   | 10,0 (50)   | 11,0 (51,8)  | 11,1 (52)   | 10,0 (50)   | 13,0 (55,4)  | 12,0 (53,6)  | 9,0 (48,2)   | 8,0 (46,4)  | 7,2 (45)    | 7,2 (45)     |
| Количина падавина, mm (in)    | 2 (0,08)    | 1 (0,04)    | 1 (0,04)    | 1 (0,04)    | 1 (0,04)     | 0 (0)       | 0 (0)       | 2 (0,08)     | 10 (0,39)    | 2 (0,08)     | 3 (0,12)    | 10 (0,39)   | 33 (1,3)     |
| Дани са падавинама            | 2           | 1           | 1           | 1           | 1            | 0           | 0           | 2            | 3            | 2            | 2           | 2           | 17           |
| Релативна влажност, %         | 65          | 66          | 68          | 70          | 71           | 73          | 76          | 76           | 76           | 74           | 71          | 66          | 71           |
| Сунчани сати — месечни просек | 260         | 237         | 288         | 279         | 291          | 276         | 259         | 250          | 254          | 255          | 241         | 227         | 3.117        |
| [ тражи се извор ]            |             |             |             |             |              |             |             |              |              |              |             |             |              |

## Флора и фауна
Као и већина подручја у Западној Сахари, предео у Дахли и њена околина имају изузетно слабу вегетацију, јер је тло прекривено песком Сахаре. Међутим, за разлику од копна, воде мора су веома богате. Због повољних фактора воде су богате рибом, што привлачи велики број птица. Због ових ставки, постојао је предлог Унеска за оснивање Националног парка Дахла на подручју града.

### Птице
Дахла и Синтра залив места су где зиме проводи велики број врста птица, посебно морске птице. Ружичасти фламинго је једна од најпознатијих врста птица у региону. Неке од осталих птица које настањују подручје Дахле су: пеликан, велики вранац, Chroicocephalus genei, Ichthyaetus audouinii, Larus fuscus, remopterix nigriceps, Ammomanes cinctura, мала чигра, велика чигра, дугокљуна чигра, Oenanthe leucura, Egretta gularis , белонокта ветрушка, Spilopelia senegalensis, Clamator glandarius, мала чиопа, Ptyonoprogne fuligula, Spiloptila clamans, лапонска муљача, Bubo ascalaphus и Fulica cristata.
Редови попут Geronticus и Turniciformes су доста ретке данас на овом подручју.
Неколико врста као што су Passer luteus, Melierax metabates, Columba guinea, Streptopelia decipiens, плаволеђа мишјакиња, Mirafra cordofanica, Hirundo lucida, Lamprotornis pulcher, степски орао, Numenius tenuirostris, Grus virgo, Ardeotis arabs, Torgos tracheliotos, мисирка и ној су локално ретке врсте или повремени посетиоци подручја.

### Сисари
Сисари су мање разнолики од птица, а пописане врсте укључују рипелову лисицу, пустињску лисицу, каракала, хијену, камилу, газеле, адакс антилопе, зеца, јежа, великог пешчаног пацова, Jaculus jaculus, слепе мишеве и друге.
Мирна и заштићена вода залива Дахла некада је била идеално станиште за разне врсте морских сисара. Већина њих као што су средоземна морска медведица и китови (углавном северноатлантски арктички кит) нестали су због риболова. Са друге стране, врста морска медведица показје опоравак, око полустрва Рас-Нуадибу, где их има у највећем броју на читавом свету.
Данас у заливу Дахла постоје врло мале групације делфина и они су једини морски сисари на овом подручју који су често виђени, укључујући повремене посете кита убице.

### Гмизавци и остале животиње
Осим сисара овде су присутне ограничене врсте водоземаца и зглавкара, укључујући гуштере, смукуље и врсту Euscorpius flavicaudis. Морске корњаче такође су присутне у овом пределу.
Веће врсте риба као што су Epinephelinae, лубин и Sciaenidae насељавају воде Дахле дуж обала. Воде Дахле и Синтра залива су место мрешћења сардина.

## Градови побратими
Списак градова са којима је Дахла склопила братство и успоставила сарадњу:
| Држава    | Град               |
| --------- | ------------------ |
| Шпанија   | Алхесирас          |
| Шпанија   | Алмерија           |
| Шпанија   | Кадиз              |
| Шпанија   | Алаурин де ла Торе |
| Француска | Креј               |
| Нигерија  | Мина               |
| Нигерија  | Тринидад           |
| Шпанија   | Тарифа             |
| Перу      | Тарапото           |